# Gerlachreport.com
Der Gerlachreport war ein deutschsprachiges Onlineportal, das zwar in Google News in Deutschland, Österreich und der Schweiz als „Nachrichtenportal“ gelistet war, aber nach Angaben der Stiftung Warentest und der Gewerkschaft Verdi ein umfangreiches Fake-News-, Erpressungs- und Verleumdungsportal war. Das Onlineportal wurde 2016 gegründet, 2019 wurde es eingestellt.

## Entwicklung
Den Report umschreibt die deutsche Stiftung Warentest wie folgt: „Mit dem Gerlachreport wird erpresst: Mit dem Onlinedienst Gerlachreport erpresst Rainer von Holst Unternehmensvorstände, Politiker und Prominente. Er kassiert dafür, dass er keine negativen Berichte mehr über sie im Gerlachreport veröffentlicht. Viele Erpresste zahlen, weil sie sich anders gegen die rufschädigenden Artikel nicht wehren können. Denn der Gerlachreport nennt im Impressum keine ladungsfähige Adresse und kann deshalb kaum auf Unterlassung verklagt werden.“
Der Gerlachreport erschien erstmals 2016. Der Name ist dem verstorbenen deutschen Publizisten Heinz Gerlach entliehen, der in den 1970er-Jahren über den Graumarkt kritisch berichtete. Das Landgericht Augsburg hatte zwei von drei Kindern von Rainer von Holst 2019 zu 46 Monaten Haft wegen 43-fachen Betrugs und zu 34 Monaten Haft wegen Beihilfe zum 80-fachen Betrug verurteilt. Darüber hatte der SWR in einer 45-minütigen Fernsehdokumentation unter der Überschrift „Jagd auf den Abzockerclan“ berichtet. 
Rainer von Holst (* 1955) ist in die USA geflüchtet, er lebte bis zur Festnahme durch US-Behörden im März 2022 in Princeton (New Jersey). Laut Landgericht Augsburg gibt es für ihn ein Auslieferungsgesuch aus Deutschland. Im August 2022 wurde von Holst nach Deutschland ausgeliefert. Im April 2023 wurde er vom Landgericht Augsburg unter anderem wegen gewerbsmäßigen Betrugs an Anlegern zu sechs Jahren und sechs Monaten Haft verurteilt.

## Gerichtsurteile
Die Stiftung Warentest berichtete über zwei Landgerichtsentscheidungen zum Gerlachreport.
So hielt das Landgericht Berlin unter Az. 27 O 223/17 am 4. Mai 2017 fest: „Es ist gerichtsbekannt, dass auf der Webseite www.gerlachreport.com herabsetzende Artikel über Unternehmen ohne Tatsachengrundlage veröffentlicht werden und es dem Verfasser dabei ausschließlich um die Abfassung negativer Berichterstattung mit dem Ziel, den Ruf des Unternehmens zu beschädigen, ankommt.“
Das Urteil untersagte es Google unter Androhung einer Strafe von 250.000 Euro, eine vorsätzliche Falschmeldung des Gerlachreport über ein Unternehmen weiter in Google News oder dem sonstigen Google-Index zu verbreiten. Das Urteil hatte nach Angaben der Stiftung Warentest die Hamburger Kanzlei Cronemeyer & Grulert Rechtsanwälte erstritten.
Zudem verweist die Stiftung Warentest auf eine weitere Gerichtsentscheidung gegen den Gerlachreport. Hier hatte das Landgericht Berlin im Januar 2018 (Az. 27 O 702/17) zum Gerlachreport in einem Beschluss festgehalten: „Die Artikel enthalten im Wesentlichen unwahre Tatsachenbehauptungen und unzulässige Schmähkritiken, welche von dem Recht auf freie Meinungsäußerung nicht gedeckt sind.“ Der Beschluss wurde von der Berliner Anwaltskanzlei Dr. Pürschel und Partner erwirkt.
Rainer von Holst streitet ab, Kopf des Gerlachreport zu sein, und verweist darauf, er kenne lediglich zufällig den Chefredakteur. Die Stiftung Warentest legte aber bereits 2018 ein Dokument der amerikanischen Wells Fargo Bank vor, das die über Jahre im Impressum des Gerlachreport genannte Nachrichtenredaktion „Newsroom LLC“ Rainer von Holst als Eigner ausweist. Das offizielle Dokument, versehen mit dem Stempel des „State of New Jersey“ hat die Stiftung Warentest unter der Überschrift „Die Masche Gerlachreport: Zahlen oder Negativberichte“ abgebildet.
Rainer von Holst ist in die USA geflüchtet, er lebt (Stand 2020) in Princeton (New Jersey). Laut Landgericht Augsburg gibt es für ihn ein Auslieferungsgesuch aus Deutschland. Das US-Justizministerium hat auf Anfrage von test.de bestätigt, dass er am 18. März 2022 in den USA verhaftet wurde und seither in Auslieferungshaft sitzt. Das Landgericht Augsburg hat Rainer von Holst Mitte März 2023 wegen gewerbsmäßigen Betrugs an Anlegern mit etwa neun Millionen Euro Schaden sowie Beihilfe zur Steuerhinterziehung zu sechs Jahren und sechs Monaten Haft verurteilt.

## Deutsche Journalistenunion und Verdi
Da die „Stiftung Warentest“ in ihrer Zeitschrift Finanztest über den Gerlachreport und Rainer von Holst regelmäßig kritisch berichtete, erhielt die Finanzredakteurin der Stiftung Warentest, Ariane Lauenburg, laut der Deutschen Journalistenunion Morddrohungen:

„Die Berliner Journalistin Ariane Lauenburg wird seit Monaten bedroht und verleumdet, weil sie in der von der Stiftung Warentest herausgegebenen Verbraucherzeitschrift ‚Finanztest‘ über die Abzocke von Privatanlegern durch Firmen des mehrfach vorbestraften Rainer von Holst berichtet hat. Von Holst hat über Jahre ein Abzockernetz mit immer neuen Firmen aufgebaut, in Deutschland Privatanleger geschädigt und so ein Millionenvermögen ergaunert. Er hat sich in die USA abgesetzt und führt von dort seine betrügerischen Geschäfte fort. Weil Ariane Lauenburg darüber berichtet hat, bekommt sie Morddrohungen. Die Berliner Polizei nimmt diese Drohungen sehr ernst, weil von Holst Helfer in Deutschland hat. Die Polizei hat Lauenburg Verhaltensregeln empfohlen, mit denen sie sich schützen soll.“

Nach Angaben der „Stiftung Warentest“ liegen zahlreiche Strafanzeigen gegen das Portal vor – unter anderem bei den Staatsanwaltschaften Landshut, Bamberg, Berlin und Augsburg, wobei von Holst gegen Medien ebenfalls Strafanträge gestellt hat.
Zu den Opfern, die sich an die Öffentlichkeit wagten, zählt beispielsweise eine Investorenvereinigung aus der Schweiz, in der 1500 Personen zusammengeschlossen sind. Diese behaupten, der Gerlachreport habe die Investorenvereinigung zu Unrecht als „kriminellen Verein verleumdet“. Ähnliches berichtet die Vorsitzende der Interessengemeinschaft der Anleger der Eventus e. G., Dorothee Zopp. Sie erklärte in einer öffentlichen Stellungnahme, sie hätten gegen den Gerlachreport Strafanzeige bei der Staatsanwaltschaft Bamberg gestellt.
Die Aras Group DWC LLC aus Dubai berichtete in ihrer Strafanzeige aus dem Jahr 2017 gegen den Gerlachreport und Rainer von Holst, der unter dem Alias-Namen Jan Faber auftrat: Gegen eine „Darlehensvergabe“ von 50 Millionen US-Dollar ist dem Unternehmen angeboten worden, Negativ-Berichte auf dem Gerlachreport künftig verhindern zu können durch eine Zusammenarbeit mit Rainer von Holst.
Das einst dem Musicalbetreiber Stella AG gehörende Theater am Marientor in Duisburg berichtete im September 2019 gegenüber dem WDR-Fernsehen, wonach man mehrere Hunderttausend Euro an den Gerlachreport zahlen musste, um gezielte, das Unternehmen und die Anleger massiv schädigende Falschmeldungen auf dem Gerlachreport zu verhindern.

## Berichterstattung
Die Tageszeitung Nordhausen Nachrichten berichtete zudem, wie schwierig es ist, sich gegen Existenzen bedrohende Fake News des Gerlachreports zu wehren, die oft massiv das Persönlichkeitsrecht verletzten. So schreibt das Blatt unter der Überschrift „Lügen leben lang“: „Das unseriöse Internetportal Gerlachreport.com veröffentlichte frei erfundene Vorwürfe gegen die Stiftung Warentest. Da es in Deutschland keine ladungsfähige Adresse hat, beantragte die Stiftung Warentest bei Google, in Suchergebnissen 24 Links zu Artikeln mit unwahren Behauptungen und Beleidigungen im Gerlachreport zu löschen. Google entfernte sie zwar, verwies aber per Link auf eine Datenbank, über die rufschädigende Aussagen weiterhin auffindbar sind.“
Die Kyffhäuser Nachrichten berichteten: „Rainer von Holst schädigt nicht nur Privatanleger, sondern auch Firmen. Seit Oktober 2016 gehört eine Art Schutzgelderpressung von Unternehmen zu seinen Einnahmequellen. Dazu benutzt er ein Onlineportal namens ‚Gerlachreport‘ … Der Gerlachreport wirft Firmen Betrug und andere Straftaten vor. Juristische Gegenwehr gegen die rufschädigenden Artikel verhindert von Holst, indem er kein richtiges Impressum angibt, sondern eine amerikanische Briefkastenfirma. Als Ausweg aus dem Dilemma bietet er den Firmen dann an, die negativen Artikel über sie zu entfernen, wenn sie dafür Geld bezahlen.“

### Weltweite Berichterstattung
Nachrichtenagenturen aus Italien und Spanien sowie französische, schwedische, britische und US-Medien berichteten am 29. März 2021 über Rainer von Holst, den sogenannten Gold-Coin V999 und den Gerlachreport. Dabei wurde über eine internationale Fahndung nach Rainer von Holst sowie eine OSINT-Gruppe berichtet, welche offenbar kriminellen Strukturen zuzuordnen ist.

## Webauftritt
Der Gerlachreport war ab 2016 erreichbar. Gehostet wurde die Seite beim US-Domainanbieter Wildwest-Domains. Wildwest-Domains verschleiert die Inhaber von .com-Domains über Domains by Proxy (DBP). DBP ist ein amerikanisches Internetunternehmen von Bob Parsons, welches Domain-„Datenschutzdienste“ und Inhaber-Verschleierungsdienste über Partner-Domain-Registrare anbietet. Wildwest-Domains wird laut The Guardian auch von anderen Fake-News-Portalen genutzt.

## Einstellung
2019 wurde das Online-Portal eingestellt. Seit dem 31. Mai 2021 ist die Webseite gerlachreport.com von den Hostern auf Anordnung der ICANN gesperrt worden. Sollte die Webseite gerlachreport.com in Zukunft wieder online gehen, so würden zudem erneut Sperren folgen. Heute (Stand November 2021) ist das Portal wieder Online, wobei die aktuellsten Artikel aus dem Jahre 2019 stammen.